# Kvelertak
I Kvelertak sono un gruppo musicale death 'n' roll norvegese formatosi a Stavanger nel 2006. Il genere suonato è un mix tra il death 'n' roll, il black metal con influenze hardcore punk.
Essendo molto popolari nella loro nazione d'origine, son riusciti a conquistare un posto di rilievo anche nel vasto calderone metal mondiale.
Dal vivo hanno suonato come band di supporto anche a band del calibro di Metallica, Slayer, Gojira, ecc.
La band ha vinto due volte il prestigioso premio norvegese Spellemannprisen. La prima volta con il loro primo album Kvelertak nella categoria "rock", tre anni dopo con il successivo Meir nella categoria "metal".
Il terzo album, Nattesferd, verrà pubblicato nel maggio 2016.
L'ultima opera, Splid,  in uscita il 14 febbraio 2020, vede il debutto di Ivar Nioklaisen (lead vocals) e del batterista Håvard Takle Ohr.

## Discografia

### Album in studio
- 2010 - Kvelertak
- 2013 - Meir
- 2016 - Nattesferd
- 2020 - Splid
- 2023 - Endling

### Split
- 2013 – Live EP (con i Gojira)

### Singoli
- 2013 – Bruane Brenn
- 2016 – 1985

### Demo
- 2007 – Westcoast Holocaust

## Formazione

### Formazione attuale
- Ivar Nioklaisen – voce (2018-presente)
- Bjarte Lund Rolland – chitarra, piano (2006-presente)
- Vidar Landa – chitarra (2006-presente)
- Maciek Ofstad – chitarra, voce addizionale (2009-presente)
- Marvin Nygaard – basso (2006-presente)
- Håvard Takle Ohr – batteria (2019–presente)

### Ex componenti
- Anders Mosness – chitarra (2006-2009), batteria (2006-2008)
- Erlend Hjelvik – voce (2006-2018)
- Kjetil Gjermundrød – batteria (2008-2019)